# Кантарос
Кантарос (на старогръцки: κάνθαρος) е антична чаша за пиене на вино, предимно ползвана по време на симпозиуми и други ритуални събирания.
Формата представлява дълбока чашка с 2 вертикални дръжки. Често чашката седи на високо столче, но също така се срещат и кантароси с ниско или напълно отсъстващо столче.
Буквалният превод на думата кантарос от гръцки е скарабей, но не е ясно защо винената чаша е носи това име. Някои археолози са смятали, че има визуална прилика между формите на античната чаша и египетския бръмбар, но връзка помежду им не е доказана и е малко вероятна.

## Произход
Произхода на кантароса може да се проследи назад до Бронзовата епоха, като някои от най-ранните запазени екземпляри са намерени на териториите на Микенска Гърция, Анатолия и Балканите. Тази древна форма бива изработвана от злато и сребро, а в по-късен период и от керамика.

## Кантаросът в митологията
В митологията кантаросът е представян като любимия съд на Дионис. Асоциацията с гръцкия бог започва още към средата на 6 век пр. Хр. в изкуството и иконографията на древна Гърция. Дионис, а понякога и неговите последователи сатирите, са често изобразявани върху сцени от гръцки вази, държейки кантарос или ритон. В банкетната иконография кантароса почти никога не е държан от простосмъртни, а почти винаги от богове или герои.